# بارویر سواگ، ارمنستان
بارویرْ سِواگ (به ارمنی: Պարույր Սևակ) یک شهر در ارمنستان است که در استان آرارات واقع شده‌است.  در  کیلومتری شمال آرتاشات، مرکز استان آرارات واقع شده است.

## خصوصیات
بارویر سواگ  ۶۲۳ نفر جمعیت دارد و در ارتفاع  متر بالاتر از سطح دریا قرار گرفته است.